# Малокозирщина
Малокози́рщина — село в Україні, в Перещепинській міській громаді Самарівського району Дніпропетровської області. Населення за переписом 2001 року становить 447 осіб. Село є західним передмістям Перещепина.

## Географія
Село Малокозирщина знаходиться на лівому березі річки Оріль (або на правому березі каналу Дніпро — Донбас), вище за течією примикає село Козирщина, нижче за течією на відстані 4,5 км розташоване село Великокозирщина. Річка в цьому місці звивиста, утворює лимани, стариці і заболочені озера. Поруч проходить автомобільна дорога Т 0412.

## Населення

### Мова
Розподіл населення за рідною мовою за даними перепису 2001 року:
| Мова       | Кількість | Відсоток |
| ---------- | --------- | -------- |
| українська | 409       | 91.50%   |
| російська  | 36        | 8.06%    |
| білоруська | 1         | 0.22%    |
| вірменська | 1         | 0.22%    |
| Усього     | 447       | 100%     |